# 리쉐루이
리쉐루이(중국어: 李雪芮, 병음: Lǐ Xuěruì, 한자음: 이설예, 1991년 1월 24일~)는 중화인민공화국의 배드민턴 선수이다. 2012년 하계 올림픽 여자 단식에서 금메달을 획득했으며 세계 선수권 대회에서 여자 단식 은메달을 2개(2013, 2014) 획득했다. 또한 전영 오픈에서 1회 우승했으며 BWF 슈퍼 시리즈 파이널에서 2회 우승을 차지했다.